# Paucina
La paucina es un compuesto alcaloide de alta toxicidad que puede ser encontrado en algunas plantas, como la planta del aguacate (Persea gratissima), en la planta del tabaco (Nicotiana tabacum) o en Pentaclethra macrophylla. Es similar a la putrescina, la espermidina o la espermina; todos ellos alcaloides poliamínicos (que contienen varios grupos amino). También responde al nombre de cafeoilputrescina.

Estructura química de la Paucina.